# Lentiamo.cz
Lentiamo.cz (do prosince 2020 VašeČočky.cz) je český internetový obchod s kontaktními čočkami, dioptrickými a slunečními brýlemi a příslušenstvím k péči o oči. Provozovatelem e-shopu je společnost Lentiamo s.r.o., která má sídlo ve Vídeňské ulici v Nové Bystřici.  

## Historie
Společnost vznikla 28. 4. 2006, zápisem do obchodního rejstříku na Krajském soudě v Českých Budějovicích. Samotný e-shop byl spuštěn o dva roky později, v roce 2008. Jedná se o společnost s ručením omezeným, jejíž základní kapitál činí 500 000 Kč. Zakladateli byli podnikatelé Vlastimil Vávrů a Martin Bláha. Na Slovensku byl v roce 2009 spuštěn druhý e-shop firmy, pod doménou VašeŠošovky.sk. O rok později Lentiamo exandovalo do Rakouska spuštěním e-shopu IhreLinsen.at. Zároveň bylo v témže roce otevřeno první výdejní místo mimo ČR a to na Slovensku v Bratislavě. Na konci roku 2011 byl uveden do provozu e-shop 321linsen.de, v Německu. V té době již bylo v ČR celkem 14 výdejních míst, na Slovensku tři. V roce 2012 Lentiamo expandovala do další německy mluvící země, Švýcarska, kde zprovoznila e-shop na doméně Lentiamo.ch. V roce 2013 firma Lentiamo vstoupila na trh dalších 5 států: v Itálii otevřela internetový obchod Lentiamo.it, v Anglii Lentiamo.co.uk, ve Španělsku Lentiamo.es, ve Francii Lentiamo.fr a v Dánsku Lentiamo.dk. V roce 2014 rozšířila firma své působení do Švédska, kde má e-shop Lentiamo.se a do Belgie na webu Lentiamo.be. V roce 2014 také 
zemřel jeden ze zakladatelů společnosti Vlastimil Vávrů při autonehodě.Další rok otevřelo Lentiamo internetový obchod v Řecku na webu Lentiamo.gr a v Rumunsku na Lentiamo.ro. V roce 2015 také získalo Lentiamo 2. místo v soutěži ShopRoku v kategorii Cena kvality: krása a zdraví a 1. místo v kategorii Cena kvality: zdraví. Další zemí, kam se firma rozšířila, bylo Bulharsko. Zde byl spuštěn web Lentiamo.bg. V roce 2019 následovalo spuštění e-shopu v Nizozemí (Lentiamo.nl) a v roce 2020 v Irsku na webu Lentiamo.ie. V roce 2020 otevřela firma svoji první optiku v Praze v Křemencově ulici.
Společnost je členem APEK, tedy asociace pro elektronickou komerci, a vlastní ochranné známky VašeČočky a VašeČočky Padneme vám do oka, dále také Lentiamo, 321Linsen, VASECOCKY, IHRELINSEN, www.cockovnik.cz a Lentiamo.

## Charitativní činnost
Společnost podpořila neziskovou organizaci Diakonii ČCE – středisko Rolnička ze Soběslavi pomáhající lidem s mentálním a kombinovaným postižením. Toto středisko provozuje denní služby, chráněné bydlení a také chráněnou dílnu. Společnost Lentiamo s.r.o. darovala od 1.12 do 31.12. 2009 z každé své objednávky 10 Kč na toto středisko. Celková částka činila necelých 15 000 Kč.